# Maria Morace
Maria Morace (Catania, 18 giugno 1960) è una calciatrice italiana di ruolo attaccante.
Ha giocato in Serie A con la Jolly Catania e il Gravina.